# Antocha decurvata
Antocha decurvata är en tvåvingeart som beskrevs av Alexander 1941. Antocha decurvata ingår i släktet Antocha och familjen småharkrankar. Inga underarter finns listade i Catalogue of Life.